# Bad Robot
Bad Robot è una casa di produzione cinematografica e televisiva statunitense fondata il 27 maggio 1999 e guidata da Katie McGrath e J. J. Abrams come co-AD. Sotto la sua divisione Bad Robot Productions, l'azienda è stata responsabile delle serie televisive Alias, Lost, Fringe, Six Degrees - Sei gradi di separazione, A proposito di Brian, Person of Interest, Revolution e Westworld - Dove tutto è concesso, oltre che dei film Cloverfield di Matt Reeves, Star Trek, Super 8,  Mission: Impossible - Protocollo fantasma, Mission: Impossible - Rogue Nation, Star Wars - Il risveglio della Forza, Mission: Impossible - Fallout e Star Wars - L'ascesa di Skywalker.
Originariamente la Bad Robot faceva parte della Touchstone Pictures per poi passare nel 2006 alla Paramount Pictures e Warner Bros. Bryan Burk è Vice Presidente esecutivo della compagnia, mentre Thom Sherman è stato Presidente della Bad Robot fino al 2006 per poi divenire Vice Presidente de The CW.

## Produzioni

### Film
- Radio Killer, regia di John Dahl (2001)
- Mission: Impossible III, regia di J. J. Abrams (2006)
- Cloverfield, regia di Matt Reeves (2008)
- Star Trek, regia di J. J. Abrams (2009)
- Il buongiorno del mattino (Morning Glory), regia di Roger Mitchell (2010)
- Super 8, regia di J. J. Abrams (2011)
- Mission: Impossible - Protocollo fantasma (Mission: Impossible - Ghost Protocol), regia di Brad Bird (2011)
- Into Darkness - Star Trek, regia di J. J. Abrams (2013)
- Teneramente folle (Infinitely Polar Bear), regia di Maya Forbes (2014)[1]
- Mission: Impossible - Rogue Nation, regia di Christopher McQuarrie (2016)
- Star Wars - Il risveglio della Forza (Star Wars: The Force Awakens), regia di J. J. Abrams (2015)
- 10 Cloverfield Lane, regia di Dan Trachtenberg (2016)
- Star Trek Beyond, regia di Justin Lin (2016)
- The Cloverfield Paradox, regia di Julius Onah (2018)
- Mission: Impossible - Fallout, regia di Christopher McQuarrie (2018)
- Overlord, regia di Julius Avery (2018)
- Star Wars - L'ascesa di Skywalker (Star Wars: The Rise of Skywalker), regia di J. J. Abrams (2019)

### Serie TV
- Alias (2001-2006)
- Lost (2004-2010)
- A proposito di Brian (2006-2007)
- Six Degrees - Sei gradi di separazione (2006-2007)
- Fringe (2008-2013)
- Undercovers (2010)
- Person of Interest (2011-2016)
- Alcatraz (2012)
- Revolution (2012-2014)
- Almost Human (2013-2014)
- Believe (2014)
- Westworld - Dove tutto è concesso (2016-in corso)
- 22.11.63 (2016)
- Roadies (2016)
- Castle Rock (2018-2020)
- Little Voice (2020)
- Lovecraft Country - La terra dei demoni (2020)
- Presunto innocente (Presumed Innocent) – miniserie TV, 8 puntate (2024)
- Batman: Caped Crusader (2024)